# François Bravay
François Bravay, né le 25 novembre 1817 à Pont-Saint-Esprit et mort le 7 décembre 1874 à Paris 9e, est un homme politique français. 

## Biographie
Intimement mêlé aux affaires d’Égypte, il y avait fait une fortune considérable, avant de revenir aveugle, ayant
perdu une immense fortune de 40 ou 50 millions. 
En 1869, il a commandité le Parlement, dont Grégory Ganesco a été le rédacteur en chef.
Ses obsèques ont eu lieu en l'église de la Trinité.

## Mandats
- Conseiller général du Canton de Pont-Saint-Esprit
- Député du Gard (1863-1869)

## Anecdote
Il a directement inspiré à Alphonse Daudet, dont le frère Ernest avait été le secrétaire de Bravay, le personnage principal du roman Le Nabab.

## Sources
- « François Bravay », dans Adolphe Robert et Gaston Cougny, Dictionnaire des parlementaires français, Edgar Bourloton, 1889-1891 [détail de l’édition]